# Mystery Train (chanson)
Pour les articles homonymes, voir Mystery Train.
Singles de Elvis Presley
Baby Let's Play House Heartbreak Hotel
Mystery Train est une chanson de blues composée par Junior Parker et Sam Phillips. D'abord enregistrée par Junior Parker, Elvis Presley en a fait une reprise très rockabilly restée célèbre. 

## Version de Junior Parker
La chanson est enregistrée pour la première fois dans les studios Sun Records en 1953. Elle est influencée en partie par le morceau Worried man blues de la Carter Family, pionniers de la musique country, qui leur avait apporté un grand succès commercial dans les années 1930.
Raymond Hill, Matt Murphy, Bill Johnson au piano, Pat Hare à la guitare, et John Bowers à la batterie composent le groupe sur cet enregistrement. Ils jouent alors sous le nom de Little Junior’s Blue Flames.

## Version d'Elvis Presley
Ce morceau est également très connu comme faisant partie du répertoire d’Elvis Presley. Il en fit effectivement une reprise très Rockabilly le 20 août 1955 en face B du single I forgot to remember to forget.
Comme de coutume en cette période, Elvis est accompagné de Scotty Moore à la guitare et de Bill Black à la contrebasse. Il s'agit du dernier disque d'Elvis Presley sur le label Sun Records et il est entré dans le patrimoine collectif du rock’n’roll.

## Reprises et adaptations
- Mystery Train a été repris des dizaines de fois, notamment par The Doors, les Stray Cats, Neil Young, UFO et Johnny Hallyday (voir les album live Dans la chaleur de Bercy et Rester Vivant Tour - en 1975, lors des sessions studios de Rock à Memphis, il a également enregistré une adaptation française sous le titre Train sans espoir, cette dernière est restée inédite au disque jusqu'en 1993)[1].

## Influence
- En 1989, Jim Jarmusch sort un film du même nom Mystery Train, mettant notamment en scène un couple de rockers japonais en pèlerinage à Memphis.
- C’est également le titre du livre du critique rock Greil Marcus qui en consacre une bonne partie à l’émergence du rockabilly et au morceau.